# Jerwand Asribiekow
Jerwand Michajłowicz Asribiekow (ros. Ерванд Михайлович Асрибеков, ur. 24 maja 1898 w mieście Nucha (obecnie Şəki) w guberni jelizawietpolskiej, zm.12 November 1937) – radziecki działacz państwowy i partyjny.

## Życiorys
Urodził się w rodzinie szlacheckiej. W 1915 wstąpił do SDPRR, w marcu 1917 do SDPRR(b), studiował na wydziale medycznym uniwersytety w Tbilisi, był dwukrotnie aresztowany. Pełnił funkcję sekretarza rejonowego komitetu Komunistycznej Partii (bolszewików) Gruzji w Tbilisi, od września 1922 do kwietnia 1924 studiował na Wydziale Medycznym 1 Moskiewskiego Uniwersytetu Państwowego, od kwietnia 1924 do stycznia 1925 był sekretarzem odpowiedzialnym Abchaskiego Komitetu Obwodowego KP(b)G, a od stycznia 1925 do września 1930 sekretarza odpowiedzialnego Komitetu Miejskiego KP(b)G w Tbilisi. Od lutego 1931 do sierpnia 1932 kierował Wydziałem Agitacji i Kampanii Masowych Zakaukaskiego Krajowego Komitetu WKP(b), od września 1932 do czerwca 1933 studiował w Instytucie Czerwonej Profesury, od czerwca 1933 do stycznia 1934 był zastępcą szefa, a od stycznia 1934 do lutego 1935 szefem Wydziału Politycznego Saratowskiej Stanicy Maszynowo-Traktorowej. Od lutego 1935 do maja 1936 był II sekretarzem Nadmorskiego Komitetu Obwodowego WKP(b), od maja do września 1936 I sekretarzem Komitetu Miejskiego WKP(b) we Władywostoku, od września 1936 do marca 1937 kierownikiem Wydziału Kierowniczych Organów Partyjnych Komitetu Obwodowego WKP(b) w Swierdłowsku, od kwietnia do czerwca 1937 I sekretarzem Komitetu Miejskiego WKP(b) w Permie, a w lipcu-sierpniu 1937 kierownikiem Wydziału Instytutów Medycznych Ludowego Komisariatu Ochrony Zdrowia ZSRR.
21 sierpnia 1937 został aresztowany na fali wielkiej czystki, następnie skazany na śmierć i rozstrzelany.